# Forte de São Sebastião (São Tomé)

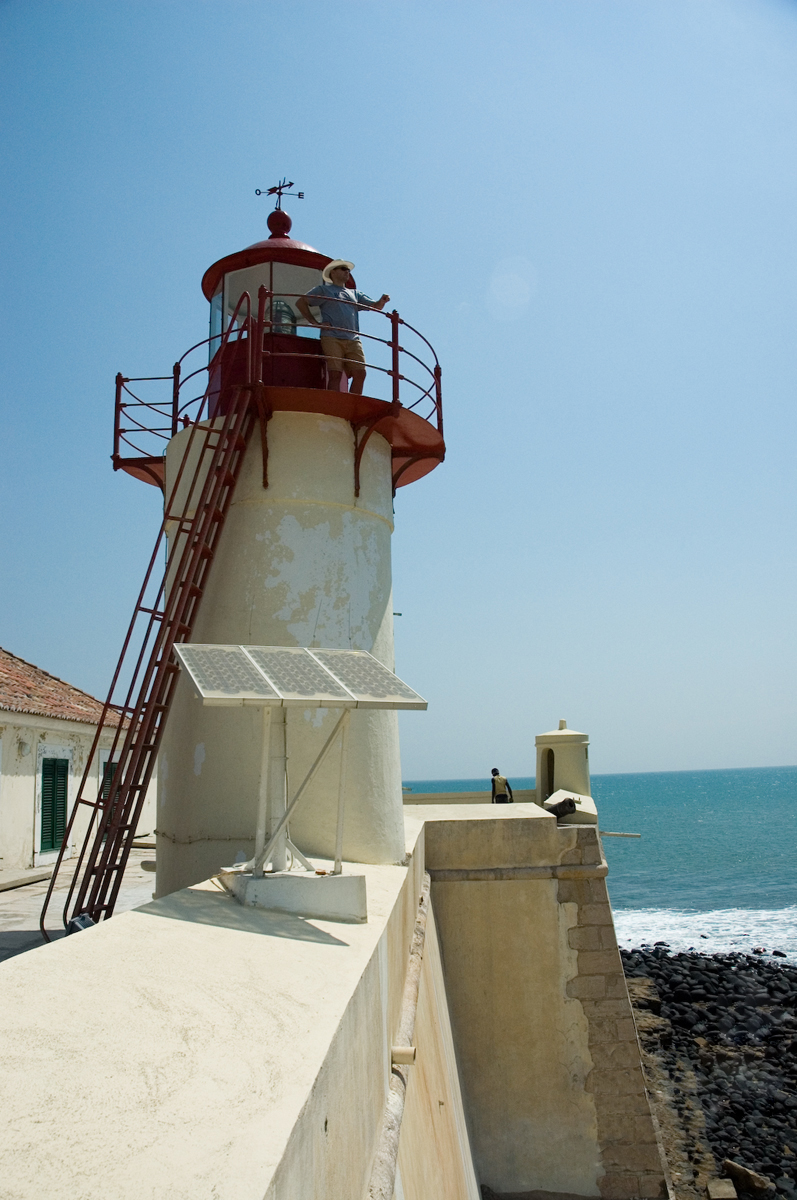
Farol de São Sebastião.

O Museu Nacional de São Tomé e Príncipe está instalado no Forte de São Sebastião, no extremo sul da baía de Ana Chaves, na cidade de São Tomé e ilha de São Tomé, em São Tomé e Príncipe.

## História
Erguido por forças portuguesas em 1575, o Forte de São Sebastião foi o primeiro edifício com carácter defensivo erguido em São Tomé, sendo posteriormente reconstruído e ampliado.
Em 1866 passou a abrigar um farol, reconstruído em 1928 e restaurado em 1994.
Sofreu intervenção de restauro em fins da década de 1950 com projeto assinado pelo arquiteto Luís Benavente, tendo sido escolhido pelo governo português, em 1960, para sede do Comando de Defesa Marítima da Província.
Em nossos dias encontra-se em bom estado de conservação, requalificado e sediando o Museu Nacional de São Tomé e Príncipe. Além do próprio forte colonial, o visitante poderá apreciar aspectos da história e da cultura do país (por exemplo, através de antigas fotografias das famílias), nomeadamente da escravidão e da vida quotidiana nas plantações de cacau e de café, base económica do arquipélago.

## Características
O forte apresenta planta quadrangular com baluartes pentagonais nos vértices, em estilo Vauban. Possui duas faces voltadas para o mar, outra para a chamada "praia da PM" e a última, pelo lado de terra, onde se rasga o Portão de Armas. Em torno de seu terrapleno, ao abrigo das muralhas, erguem-se as edificações de serviço.
Diante do forte encontram-se as estátuas dos navegadores João de Santarém, Pêro Escobar e João de Paiva, cujos nomes se ligam ao descobrimento do arquipélago. Estas estátuas foram retiradas das praças e jardins de S. Tomé logo após a independência.

## O Museu
Inaugurado a 11 de Julho de 1976, o espólio do Museu Nacional de São Tomé e Príncipe resultou da recolha de objectos como peças de arte das propriedades agrícolas, documentos históricos e artísticos dos departamentos públicos e residências do Estado, da Câmara Municipal de S. Tomé, Câmara Eclesiástica da Diocese de S. Tomé.mi